# Spectroscopie échelle

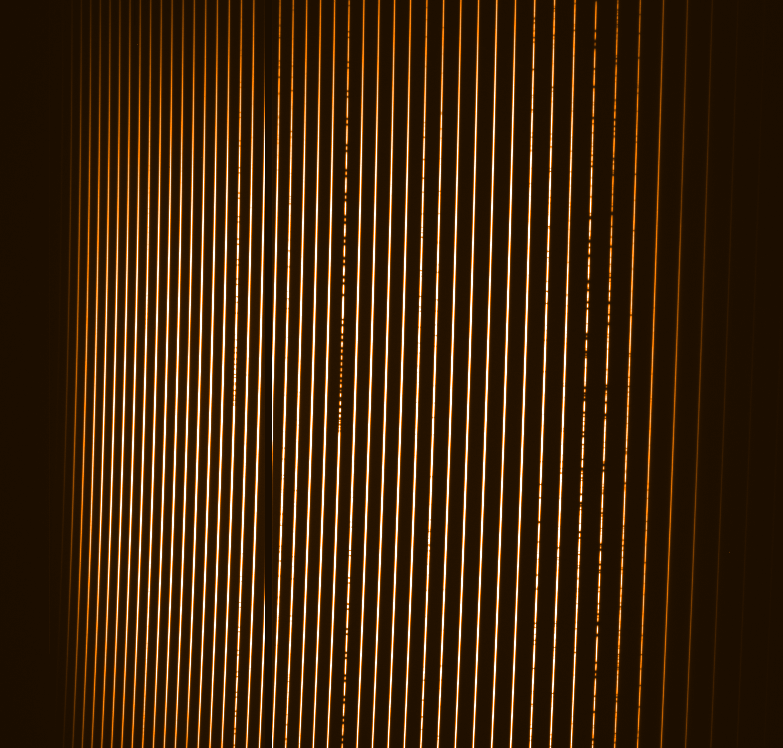
Image d'un spectre échelle d'une étoile standard prise avec EMMI, au NTT, à l'Observatoire de La Silla. Références techniques : Grating#10, Grism#4. La partie rouge du spectre est sur la droite. On voit quelques raies spectrales en absorption ici et là.

La spectroscopie échelle, en astronomie, est une technique spectroscopique d'observation qui permet d'atteindre des résolutions spectrales très élevées. Contrairement à la spectroscopie à longue fente, la spectroscopie échelle utilise les ordres élevés de diffraction, qui sont ensuite dispersés spatialement. Le nom de cette technique provient de la disposition « en échelle » des ordres spectraux sur le détecteur (comme un capteur CCD).
Parmi les spectrographes de l'Observatoire européen austral (ESO) qui utilisent cette technique de spectroscopie échelle, on compte notamment EMMI, CES, HARPS, FEROS, UVES, CRIRES, FORS1. En France on peut citer, ELODIE et SOPHIE à l'Observatoire de Haute-Provence, et NARVAL à l'Observatoire du Pic-du-Midi.

## Principe de dispersion

### Description générale
Un spectrographe échelle utilise un réseau de diffraction complété par un autre réseau, un prisme ou un grisme. L'axe de dispersion du second élément est placé à 90° du premier. Par conséquent, la lumière est captée par un point d'entrée, et non par une fente. Le premier réseau disperse à de très hauts ordres, l'image obtenue après cette première dispersion est donc une superposition des ordres de dispersion. Chacun des ordres est ensuite dispersé à son tour par le deuxième élément, dans une direction perpendiculaire. 
Contrairement aux spectrographes habituels, le premier réseau est utilisé à de très hauts ordres (de 20 à 120 selon les appareils). Cela a l'avantage de permettre de très hautes résolutions, mais en contrepartie, très peu de flux lumineux est dispersé, puisque l'intensité d'un ordre est une fonction inverse du carré de l'ordre (ce qui signifie que l'ordre 100 reçoit 10 000 fois moins de lumière que l'ordre 1).

### Principe optique
Le premier réseau de diffraction est un réseau à diffraction qui possède un pas très grand par rapport à la longueur d'onde. Des phénomènes d'interférences destructrices ont lieu dans le faisceau émergent, qui vont être mises à profit pour obtenir de très hautes résolutions. La différence de marche entre des faisceaux diffractés sur des marches différentes fait que les rayons lumineux qui ne seront pas détruits par des interférences seront ceux dont la différence de marche est un multiple entier de la longueur d'onde.